# 三遊亭圓七
三遊亭 圓七（さんゆうてい えんしち）は、落語家の名跡。
- 三遊亭圓七 - 下述
- 三遊亭圓七 - 後∶柳亭市楽
- 三遊亭圓七 - 後∶四代目柳亭春楽